# Augustas Pečiukevičius
Augustas Pečiukevičius (Vilnius, 2 dicembre 1991) è un cestista lituano.

## Palmarès
- Campionato estone: 1

Tartu Ülikooli: 2014-15
- Coppa di Estonia: 1

Tartu Ülikooli: 2014